# Ciudad General Escobedo
Ciudad General Escobedo ist eine Industriestadt im mexikanischen Bundesstaat Nuevo León. General Escobedo hat 352.444 Einwohner (Zensus 2010) und liegt in der Zona Metropolitana de Monterrey.

## Geschichte
Die Stadt wurde am 25. April 1604 durch José de Treviño gegründet. Erst am 24. Februar 1868 wurde sie nach General Mariano Escobedo benannt. 1982 erhielt sie den Status einer Stadt und durfte sich amtlich Ciudad General Escobedo nennen.